# Heracleó d'Egipte
Heracleó (en llatí Heracleon, en grec Ἡρακλέων) va ser un gramàtic grec nascut en algun lloc d'Egipte, que és mencionat a Suides i també per Esteve de Bizanci, Harpocració i Eustaci d'Epifania. Les seves obres no es conserven.